# 神楽坂ケイ
神楽坂 ケイ（かぐらざか けい、1977年12月3日 - ）は日本の元AV女優、元ストリッパー。
初体験は16歳の時で同級生と。神楽坂でスカウトされたことが芸名の由来。当初は水着グラビアで活動した。雑誌グラビアでは神楽坂 こねこの芸名を名乗っており、1998年2月11日にストリップに進出した際も、そちらの芸名を使用した。

## 略歴
神奈川県出身。1996年、『ニャンニャンしちゃお!!』でAVデビュー。

## 作品

### アダルトビデオ
- ニャンニャンしちゃお!!（1996年11月20日、アトラス21）
- 衝撃のボディドール（1996年12月20日、アトラス21）
- Dカップ家庭教師（1997年1月31日、アトラス21）
- 麗しの体験レポーター（1997年2月26日、KUKI）
- ほんとうの目覚め（1997年3月28日、KUKI）
- BUST GORGEOUS（1997年8月13日、アトラス）
- アトラスVENUS（ヴィーナス）2（1998年4月15日、アトラス）
- ワイセツアドベンチャー（2001年2月23日、トライハート）
- 大制服コレクション 4時間スペシャル（2002年1月25日、メディアバンク）

### 写真集
- 初夏19歳（1997年6月、東京三世社）ISBN 978-4812602119

### 雑誌
- バナナ通信 1998年07月号